# 费凯德
费凯德，是匈牙利巴兰尼亚州所辖的一个村。总面积19.33平方公里，总人口165，人口密度8.5人/平方公里（2011年1月1日）。